# Elberfeld
Elberfeld war bis zu seiner Vereinigung mit vier anderen Städten zum heutigen Wuppertal am 1. August 1929 eine bergische Großstadt im östlichen Rheinland. Heute erstreckt sich Elberfeld als Stadtteil Wuppertals auf die Stadtbezirke Elberfeld, Elberfeld-West und Uellendahl-Katernberg. Seit 1975 gehören zu dem Stadtteil einige Eingliederungen aus der ehemaligen Stadt Neviges.

## Geschichte

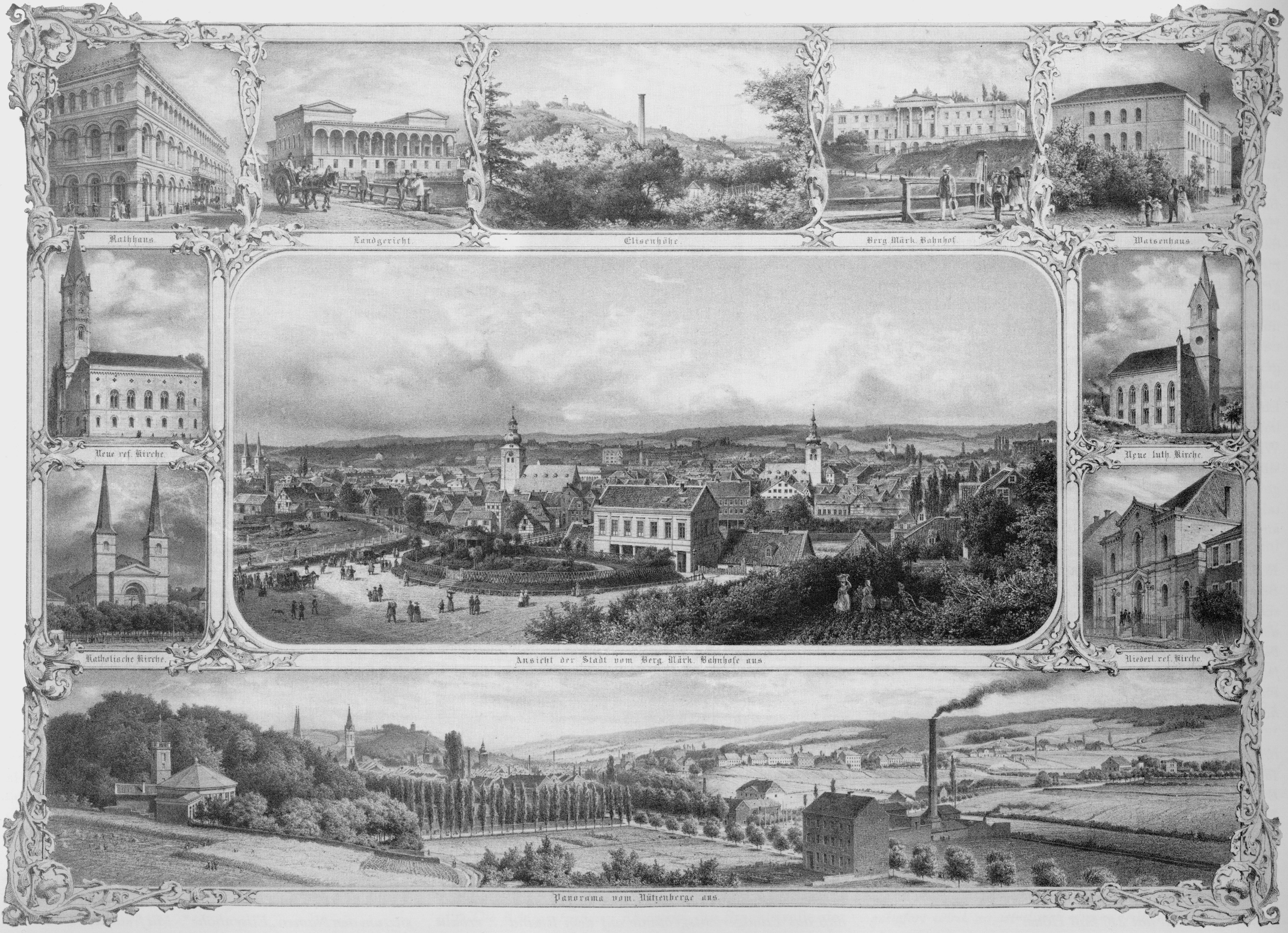
Elberfeld um 1855, Lithographie von Wilhelm Riefstahl

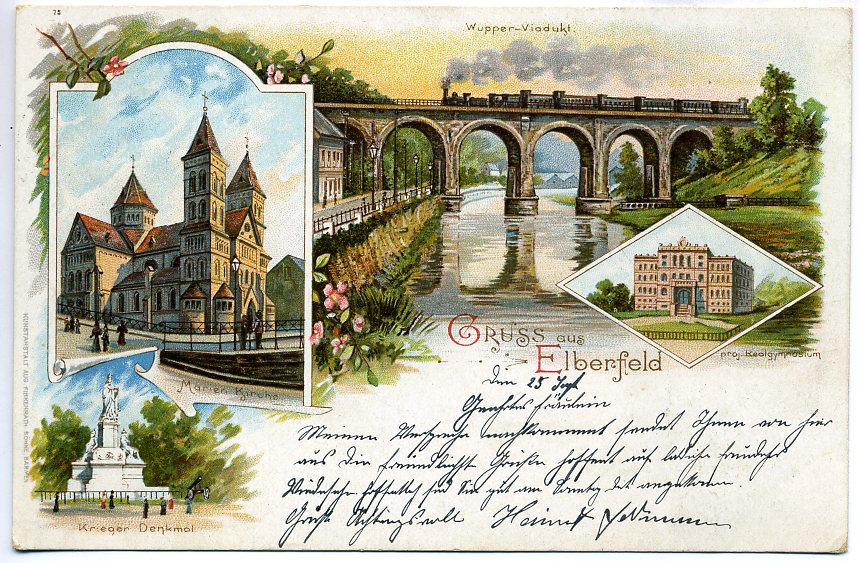
Elberfeld um 1899

### Etymologie

#### Sage der Ortsgründung
Der Sage nach ist Elberfeld entstanden, als dort, wo heute Elberfeld liegt, nur Wald war. In der Nähe wohnte ein Ritter, den ein treuer Knecht auf allen Zügen begleitete. Einmal erkrankte die Frau des Ritters. Keiner konnte helfen. Ein Heilkundiger erklärte: „Wenn sich jemand fände, der der Kranken frische Milch von einer Löwin brächte, dann könnte sie genesen.“ Der treue Knecht brachte Löwenmilch in einem Gefäß. Die Rittersfrau trank davon und war wieder gesund. Alle jedoch, die den Knecht fragten, woher er denn die Löwenmilch beschafft habe, erhielten nur ausweichende Antworten. Dies machte den Ritter misstrauisch. Obwohl ihm sein Knecht stets treu gedient hatte, fürchtete er sich vor dessen übernatürlichen Kräften. Er mochte ihn nicht länger im Hause dulden. Zum Abschied erbat der Knecht sich als Lohn für seine langjährigen Dienste fünf Taler. Von diesem Gelde kaufte er ein kleines Glöckchen, das er an der schönsten Stelle im Walde aufhängen ließ.
Schon bald tat es dem Ritter leid, dass er seinen Knecht hatte ziehen lassen. Sooft er sein Pferd bestieg, stets dachte er an den guten Diener. Dieser kehrte jedoch nie wieder zurück. Im Laufe der Zeit kam dann der Ritter zu der Erkenntnis, dass er ein guter Geist oder Elbe gewesen sein müsse. Immer, wenn er im Wald das leise Klingen des Glöckchens hörte, dachte er an den verlorenen Knecht, und es dauerte gar nicht lange, da hieß die Stelle des Waldes, an der das Glöckchen hing, „Elbenfeld“ und später dann „Elberfeld“. Überall im Land erzählt man sich von diesem wundersamen Ort. Und wenn dann neugierige Wanderer zum Elbenfeld kamen, das Glöckchen hörten und das herrliche Wiesental am rauschenden Flusse erblickten, dann mochten viele von ihnen den Ort nicht mehr verlassen. Sie bauten hier ihre Hütten, und so entstand auf dem Elbenfeld ein kleines Dorf und später eine Stadt, die den Namen Elberfeld erhielt.

#### Tatsächliche Namensherkunft
Der Name „Elberfeld“ leitet sich ab von „Elve“, einem altsächsisch-niederdeutschen Wort für „Fluss“ (vgl. nordisch „Elv“ oder „Älv“), so dass der Name etwa „Fläche am Fluss“ bedeutet.

### Mittelalter

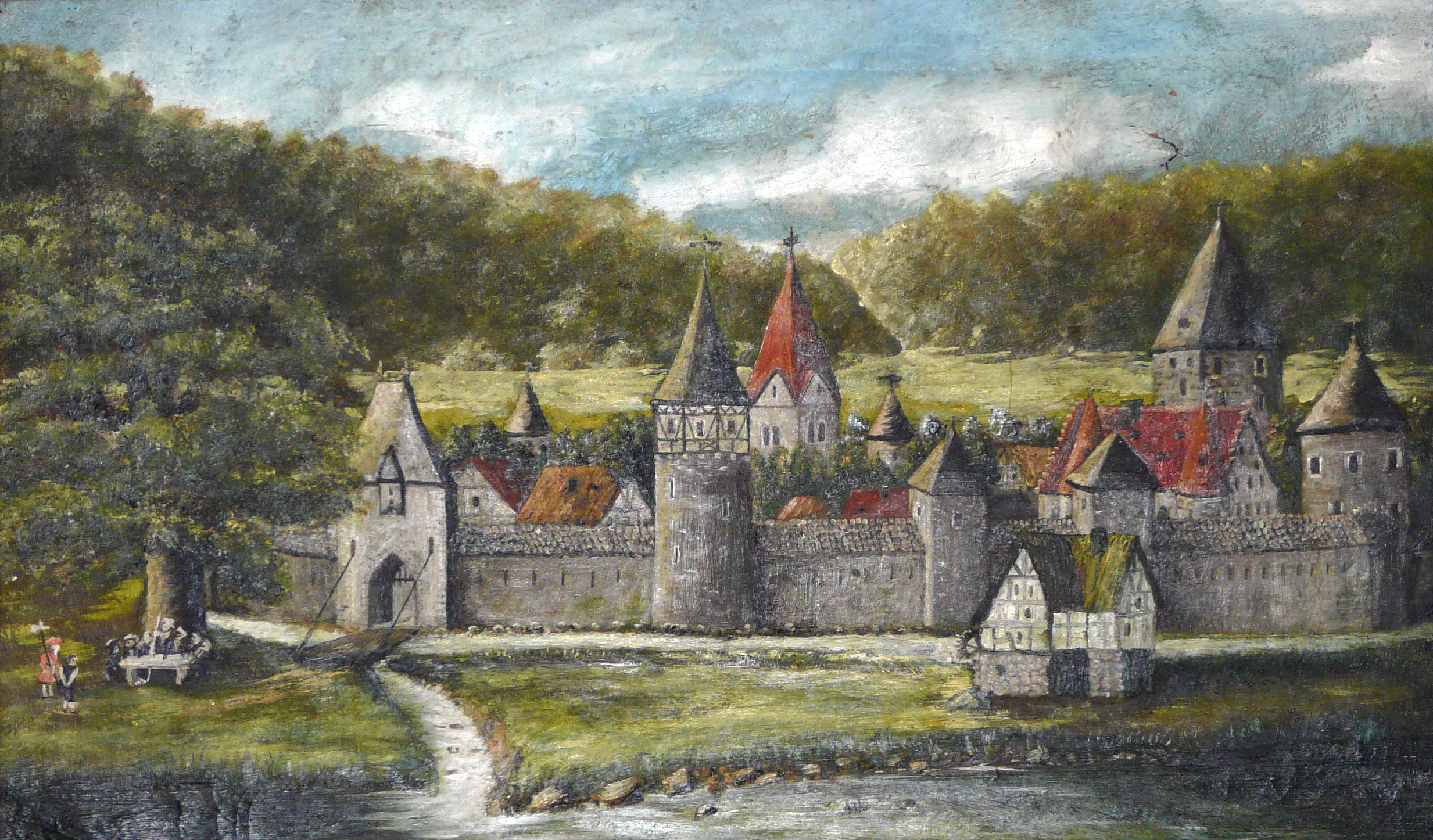
Historisierende Ansicht der Burg Elberfeld

Ab dem 7. Jahrhundert erfolgte die relativ späte und spärliche Besiedelung des überwiegend bewaldeten Wupperraums durch altgermanische Volksstämme (möglicherweise Brukterer, ein ehemals fränkischer Stamm, der unter sächsischen Einfluss stand). Die Region war lange Zeit Grenzgebiet zwischen dem Fränkischen Reich und dem Einflussgebiet der Sachsen, was neben den im Vergleich zur Rheinebene unwirtlicheren landwirtschaftlichen Bedingungen größere Siedlungsstrukturen verhinderte. Mit der fränkischen Landnahme ab dem 9. Jahrhundert wurden die spärliche, unter sächsischem Einfluss stehende Bevölkerung assimiliert.
Karl der Große ließ in Folge zur Sicherung des Wuppergebiets fränkische Herrenhöfe anlegen, unter anderem vermutlich auch Elberfeld. Der in Corvey wirkende Geschichtsschreiber Widukind berichtete gegen Ende des 10. Jahrhunderts von dem ersten Herren einer Fliehburg Elberfeld. Diese Fliehburg war ab 955 im Besitz des Kölner Erzbischofs und diente vermutlich als Versorgungsstation an der Heerstraße nach Soest. Die Chroniken Widukinds sprechen von einem sächsischen Burgherrn Droste Brüning, Lehnsmann von König Konrad I. Nach dessen Tod beanspruchte laut Widukind Eberhard von Franken die Burg. Trotz Belagerung konnte er seine Ansprüche nicht durchsetzen.
Vor 931 wurde die erste Kirche in Elberfeld errichtet, ein Vorgängerbau der Alten reformierten Kirche. Sie wurde dem heiligen Laurentius von Rom geweiht und zählt wohl zu den Triumph- und Dankeskirchen, die nach dem Sieg Ottos I. über die Ungarn in der Schlacht auf dem Lechfeld errichten wurden. Die erste urkundliche tatsächliche Erwähnung der Laurentiuskirche erfolgte aber erst 1371. Das Patrozinium übernahm später die neue Hauptkirche St. Laurentius.
1161 wurde ein Schulte (Villicus) vom Tafelhof Elverfeldt erstmals urkundlich erwähnt. Der Erzbischof von Köln, Philipp I. von Heinsberg, verpfändete zur Erbpacht 1176 Stiftshöfe in Elberfeld und Hilden für 400 Mark an den Grafen Engelbert von Berg, weil er für den Kreuzzug von Kaiser Barbarossa Geld benötigte.
Am 9. August 1366 verkaufte Ritter Johann von Elverfeld das Lehen „Burg und Herrschaft Elverfeld“ an Ritter „Engelbrecht von Sobbe“. Zehn Tage später am 19. August bestätigt der Kölner Erzbischof Engelbert III. dieses Lehen an den Ritter Sobbe.
1402 verkauft entsprechend einer Urkunde der Sohn Engelbrechts „Johann Sobbe“ Burg und Herrschaft Elverfeld an den Erzbischof von Köln. In einer weiteren Urkunde von 1409 bestätigt Wilhelm von Nesselrode dem Erzbischof von Köln dessen Amtmann in Elverfeld zu sein und, dass alle erbrachten Dienste für das Erzbistum abgegolten wurden. Entsprechend einem vereinbarten Wiederkaufsrecht erwirbt Johann von Sobbe 1414 erneut Burg und Herrschaft Elverfeld und bestätigt dem Erzbischof von Köln, dass dieser Besitz ein Lehen des Kölners sei. Entsprechend einem Ehevertrage zwischen Adolph von Quade und Metzin von Elvervelde (letztere war die Tochter Johanns von Sobbe) gehörten Schloss und Herrlichkeit Elvervelde zur Mitgift. Die Eheleute konnten deshalb Schloss und Herrlichkeit 1427 an Herzog Adolf von Jülich-Berg verkaufen.
1397 versuchte Wilhelm II. von Berg Ansprüche an seine Neffen Adolf von Kleve und Dietrich II. von der Mark geltend zu machen. Er unterlag in der Schlacht von Kleverhamm seinen Neffen und wurde gefangen genommen. Um die gewaltige Summe von 3.000 Goldschilden zur Freilassung aufbringen zu können, verpfändete er in der Folge bis 1399 große Teile seines Besitzes an die Sieger, darunter die Burg Elberfeld. Die drei Söhne Wilhelms II. von Berg, Adolf, Gerhard und Wilhelm, fanden sich mit dem Verlust nicht ab, besetzten das väterliche Schloss in Düsseldorf, entmachteten temporär ihren Vater und begannen eine militärische Auseinandersetzung mit ihren märkischen Vettern. Die sich anschließenden Kämpfe bildeten den Höhepunkt der bergisch-märkischen Fehdewesens.
Nach dem Tod Dietrichs II. von der Mark, vermutlich während der Belagerung der Burg Elberfeld, fiel die Grafschaft Mark an Adolf von Kleve. Zu dieser Zeit ist Eberhard von Limburg (Ehemann von Johanns Schwester Anna Sobbe und Gefolgsmann Adolfs VII. von Jülich-Berg) der Burgherr der Burg Elberfeld. Die Bergischen begannen sich wieder durchzusetzen.
1408 folgte Adolf von Berg seinem Vater nach dessen Tode auf den Herzogsitz. Ihm fiel 1424 das Herzogtum Jülich zu und er vereinigte es mit dem Herzogtum Berg zum Vereinigten Herzogtum Jülich-Berg. Mit frischen Mitteln kaufte er wie bereits angeführt 1427 die Burg Elberfeld, die nun zusammen mit dem Kirchspiel Elberfeld ständiger bergischer Besitz blieb. Das Kirchspiel wurde anschließend zu einem bergischen Amt ernannt.

### Stadtgründung
Elberfeld wurde ab 1444 als „Freiheit“ bezeichnet (1530 als Stadt) und hatte damit eine städtische Ratsverfassung. Das Stadtprivileg wurde jedoch erst 1610 erteilt und 1623 erweitert.
1527 erhielt Elberfeld mit Barmen das herzogliche Privileg der Garnnahrung, dem exklusiven Recht innerhalb der vereinigten Herzogtümer Garne zu bleichen und zu zwirnen. Die Garnnahrung bildete die Grundlage des über Jahrhunderte bedeutendsten Zweigs der Industrie im Wuppertal, der Textilherstellung und -handel.
1536 brannte die Burg Elberfeld und die Freiheit nieder. 1631 brach die Pest aus, 1678 brannte es erneut. Am 22. Mai 1687 zerstörte ein weiterer Stadtbrand in Elberfeld 350 Häuser und das gesamte Ortszentrum, erst 1707 wurde das Rathaus für die ca. 3.000 Bürger (um 1700) der Stadt neu aufgebaut.

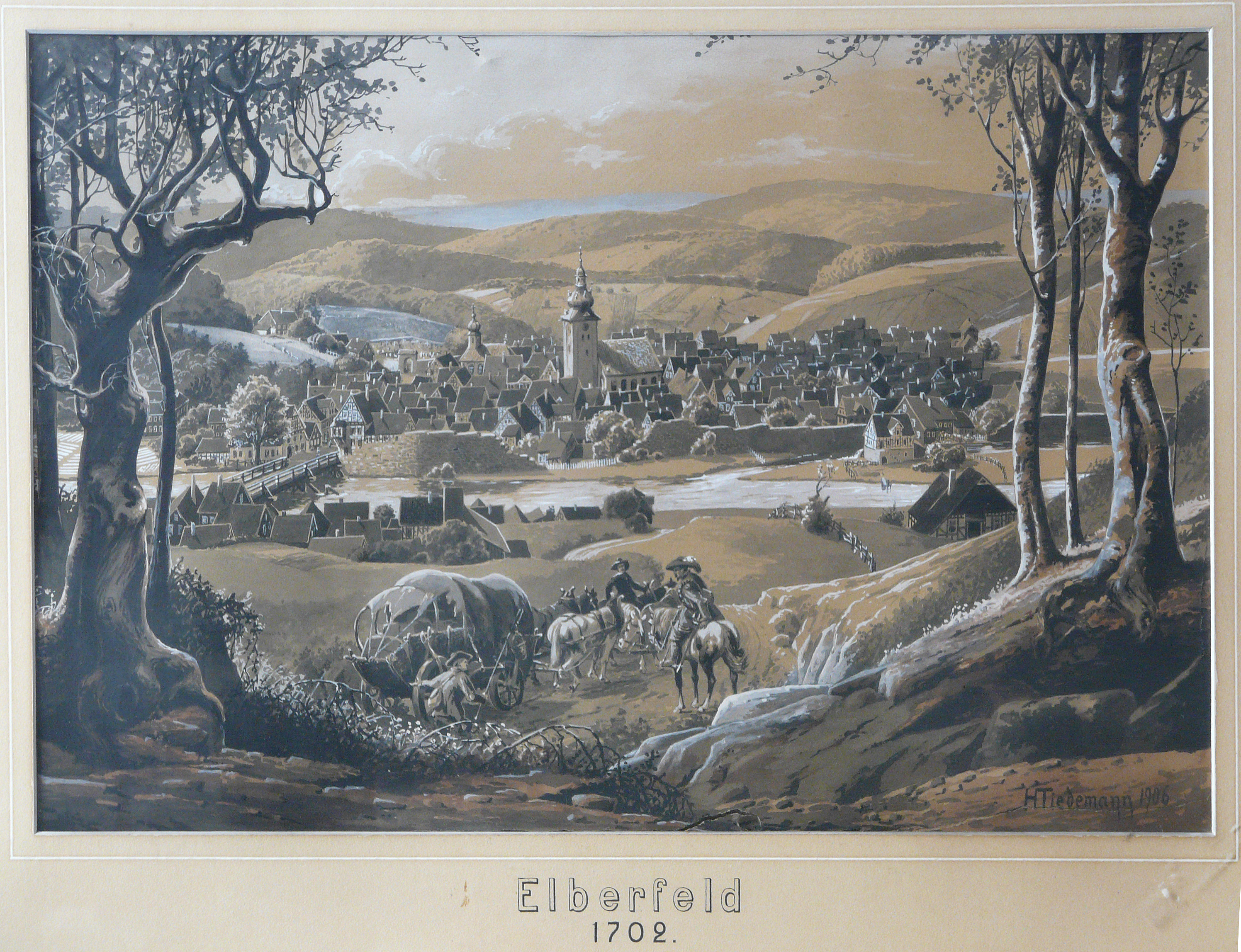
Elberfeld im Jahre 1702

Als Erich Philipp Ploennies im Jahre 1715 seine Topographia Ducatus Montani (lateinisch: Topographie des Herzogtums Berg) verfasste, stellte er dazu bei der Beschreibung von Elberfeld fest, dass es in den Jahren 1678 zuerst halb und 1687 „Völlig in die Asche gelegt worden“ und „nichts da Von übrig geblieben“ war. So ist auch hier die unverzügliche und großzügige Hilfe des Landesherrn für den raschen Wiederaufbau der Stadt Elberfeld und der Produktionsstätten entscheidend gewesen: „Wegen gemelten unglücks, da nemlich diese stadt...ganz abgebrandt, ist ihnen Von dem...izo regierenden Churfürsten...Johann Wilhelm eine 20 jährige freyheit de dato des schadens, in welcher zeit sie aller schazzung und steüer frey seyn sollen, Gnädigst mitgeteilt worden, daher sich diese stadt baldt wieder erhohlet und Vorizo wieder in einen guten standt ist“.

### Französische Herrschaft
Nach der Übernahme des Herzogtums Berg durch die Franzosen 1806 erhält Elberfeld die Munizipalverfassung. Das Amt Elberfeld wird aufgelöst und das Arrondissement Elberfeld und der Kanton Elberfeld gegründet.

### Erhebung zur Oberbürgermeisterei

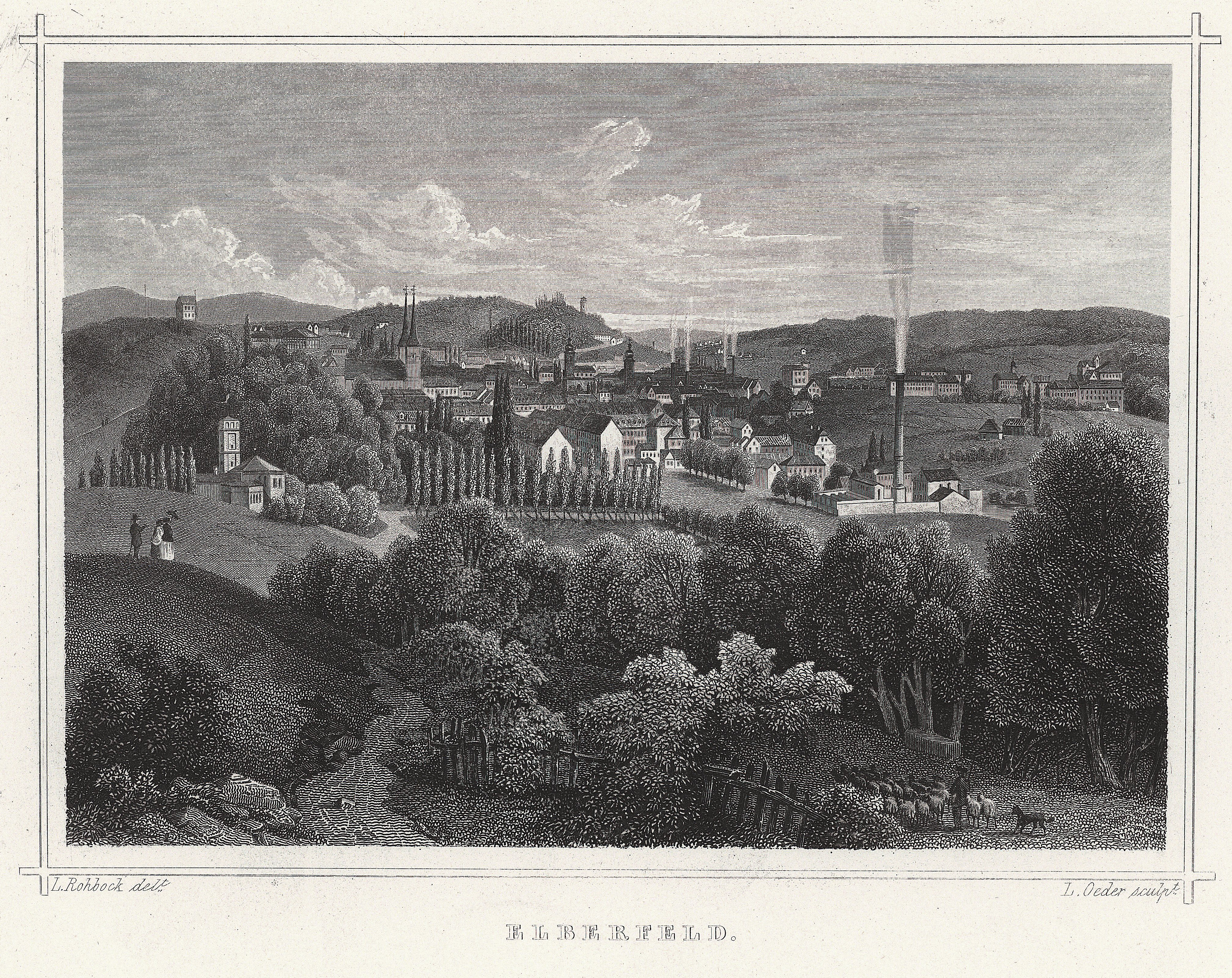
Blick auf Elberfeld, Mitte des 19. Jahrhunderts (Stahlstich)

Nach dem Übergang an Preußen 1815 wurde Elberfeld Sitz eines Landkreises, der aus den Bürgermeistereien Elberfeld und Barmen gebildet wurde. Ihm wurden 1820 die Gemeinden des Landkreises Mettmann angegliedert. Elberfeld selbst wurde zur Oberbürgermeisterei ernannt.
Bestand schon in der frühen Neuzeit eine umfangreiche protoindustrielle Fertigung von Garnen und Textilien, die 1527 zu einem ortsbezogenen herzoglichen Herstellungprivileg (Garnnahrung) führte, so begann ab Ende des 18. Jahrhunderts rasant die Industrialisierung in den benachbarten Wupperstädten Elberfeld und Barmen. Mitte des 19. Jahrhunderts waren Elberfeld und Barmen die höchstindustrialisierten Städte Deutschlands, die in ihrer wirtschaftlichen Bedeutung spätere Wirtschaftszentren wie Köln, Düsseldorf oder das Ruhrgebiet deutlich in den Schatten stellten. Der nun durchweg mechanisierten Textilindustrie folgten unterstützende Gewerbezweige wie die chemische Industrie, die zunächst sich der Entwicklung von Textilfarbstoffen widmete (das Stammwerk der Bayer AG liegt in Elberfeld), der Maschinenbau (Textilmaschinen) und der Elektrotechnik. Daneben entwickelte sich Elberfeld zu einem umschlagsstarken Handelszentrum, das vor allem lokale Produkte (Barmer Artikel) weltweit vermarktete. Dem Wachsen der Wirtschaft folgte ein erheblicher Anstieg der Bevölkerung, deren Zuwachs vor allem aus der zugewanderten Arbeiterschaft bestand. Zwischen 1830 und 1885 vervierfachte sich die Einwohnerschaft und Elberfeld wuchs wie das benachbarte Barmen, das eine ähnliche Entwicklung nahm, zur Großstadt.

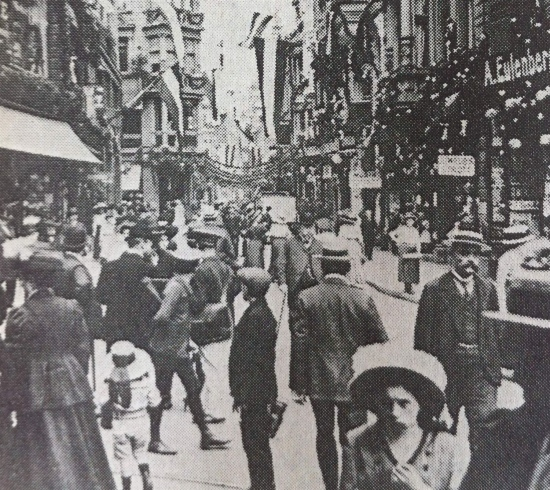
Poststraße im Stadtzentrum, 1912

1841 wurde die erste dampfbetriebene Eisenbahn im Westen Deutschlands eröffnet. Sie führte von Düsseldorf nach Elberfeld-Steinbeck. Die Revolution von 1848/1849 führte auch in Elberfeld zu Barrikadenbau und Straßenkämpfen.
Durch die sprunghafte Industrialisierung traten im „deutschen Manchester“, wie Elberfeld in Bezug auf die britische Industriestadt auch genannt wurde, die sozialen Probleme des Pauperismus zuerst auf. Aber auch Bestrebungen die soziale Frage mit bürgerlichen Engagement zu lösen, haben in Elberfeld ihren Ursprung. Das 1853 eingeführte Elberfelder Modell für Armenpflege und Sozialvorsorge wurde in Hamburg und in anderen Städten übernommen.
1854 gründete der Geschäftsmann Hermann Heinrich Grafe zusammen mit fünf weiteren Männern in Elberfeld die erste Freie evangelische Gemeinde im damaligen deutschsprachigen Raum, die somit auch den Grundstein für die spätere Gründung des Bundes Freier evangelischer Gemeinden in Deutschland legte. Bereits 1846 wurde von Johann Gregor Breuer der erste katholische Gesellenverein Deutschlands, der zwischen 1847 und 1849 vom bekannten Priester Adolph Kolping geführt wurde, in Elberfeld gegründet. Auch diese Idee war ein Grundstein für weitere Vereinigungen in ganz Deutschland. Am 1. Juni 1861 schied Elberfeld aus dem Kreis Elberfeld aus und bildete einen eigenen Stadtkreis. 1865 wurde die Synagoge fertiggestellt, die 1938 der Reichspogromnacht zum Opfer fiel. Seit 1994 befindet sich an ihrem ehemaligen Standort die Begegnungsstätte Alte Synagoge Wuppertal.
Um 1885 überstieg die Einwohnerzahl Elberfelds die 100.000er-Marke und wurde zur Großstadt.

### Städtefusion zur Stadt Wuppertal
Durch das Gesetz über die kommunale Neugliederung des rheinisch-westfälischen Industriegebiets vom 29. Juli 1929 wurde Elberfeld zusammen mit den Städten Barmen, Cronenberg, Ronsdorf und Vohwinkel zunächst zu „Barmen-Elberfeld“ vereinigt. Noch im selben Jahr beschloss die Stadtverordnetenversammlung der neu gegründeten Gemeinde, dem Preußischen Staatsministerium vorzuschlagen, die Stadt in „Wuppertal“ umzubenennen. Dem Vorschlag, zu dem eine Bürgerbefragung stattfand, wurde im Januar 1930 stattgegeben.

### Bevölkerungsentwicklung

Einwohnerentwicklung von Elberfeld (rot) im Vergleich zur Einwohnerentwicklung von Barmen (grün), die annähernd gleich verlief, und Wuppertal (blau) nach einer Tabelle im Artikel Einwohnerentwicklung von Wuppertal

Die folgende Übersicht zeigt die Einwohnerzahlen nach dem jeweiligen Gebietsstand. Bis 1810 handelt es sich meist um Schätzungen, danach um Volkszählungsergebnisse (¹) oder amtliche Fortschreibungen der jeweiligen Statistischen Ämter beziehungsweise der Stadtverwaltung selbst.
Die Angaben beziehen sich ab 1871 auf die „Ortsanwesende Bevölkerung“ und 1925 auf die Wohnbevölkerung. Vor 1871 wurde die Einwohnerzahl nach uneinheitlichen Erhebungsverfahren ermittelt.

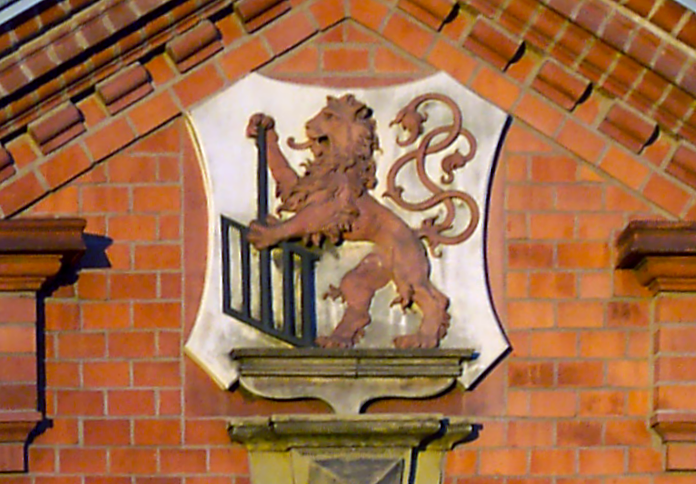
Wappen Elberfelds

| Jahr/Datum         | Einwohner |
| ------------------ | --------- |
| 1610               | 2.500     |
| 1687               | 3.000     |
| 1773               | 7.500     |
| 1780               | 8.695     |
| 1800               | 12.000    |
| 1807               | 16.900    |
| 1810               | 18.783    |
| 1. Dezember 1831 ¹ | 25.418    |
| 1. Dezember 1840 ¹ | 31.514    |
| 3. Dezember 1852 ¹ | 40.500    |

| Datum              | Einwohner |
| ------------------ | --------- |
| 3. Dezember 1855 ¹ | 41.080    |
| 3. Dezember 1858 ¹ | 48.700    |
| 3. Dezember 1861 ¹ | 56.300    |
| 3. Dezember 1864 ¹ | 62.000    |
| 3. Dezember 1867 ¹ | 65.300    |
| 1. Dezember 1871 ¹ | 71.384    |
| 1. Dezember 1875 ¹ | 80.589    |
| 1. Dezember 1880 ¹ | 93.538    |
| 1. Dezember 1885 ¹ | 106.499   |
| 1. Dezember 1890 ¹ | 125.899   |

| Datum              | Einwohner |
| ------------------ | --------- |
| 2. Dezember 1895 ¹ | 139.337   |
| 1. Dezember 1900 ¹ | 156.966   |
| 1. Dezember 1905 ¹ | 162.853   |
| 1. Dezember 1910 ¹ | 170.195   |
| 1. Dezember 1916 ¹ | 142.673   |
| 5. Dezember 1917 ¹ | 136.703   |
| 8. Oktober 1919 ¹  | 157.218   |
| 16. Juni 1925 ¹    | 167.025   |
| 31. Dezember 1928  | 173.235   |

¹ Volkszählungsergebnis

### Wappen
Das Wappentier ist der Löwe des Herzogtums Berg und hält einen Rost, das Symbol des Schutzpatrons Laurentius von Rom.

## Persönlichkeiten

### Bürgermeister und Oberbürgermeister
- 1814–1837: Johann Rütger Brüning
- 1837–1851: Johann Adolf von Carnap
- 1851–1872: Karl Emil Lischke
- 1873–1899: Adolf Hermann Jaeger
- 1900–1919: Wilhelm Funck
- 1919–1920: Paul Hopf
- 1920–1929: Max Kirschbaum

### Ehrenbürger
- Otto von Bismarck, Reichskanzler
- Christian Hoeft, Eisenbahnpräsident
- Karl Emil Lischke, Oberbürgermeister 1851–1872

### Söhne und Töchter (alphabetisch)
- Richard Abé (1840–1919), Stahlformgießer
- Carola Abel (1905–1992), Fotografin
- Willi Ahrem (1902–1967), Gerechter unter den Völkern
- August Auch (1817–1895), Schriftsteller und Dichter
- Ewald Balser (1898–1978), Schauspieler
- Erich Barkow (1882–1923), Meteorologe und Polarforscher
- Walter Barthel (1880–1915), Althistoriker und Provinzialrömischer Archäologe
- Felix Behaghel (1822–1888), badischer Verwaltungsbeamter
- Wilhelm Jakob Behaghel (1824–1896), Rechtswissenschaftler, Hochschullehrer und Mitglied des Badischen Landtages
- Paul Bender (1862–1937), Maler und Grafiker
- Albert Blank (1863–1936), Chemiker und Mitglied des Provinziallandtages der Provinz Hessen-Nassau
- Günther Blau (1922–2007), Maler
- Charlotte Blensdorf (1901–1999), Rhythmikerin
- Grete Boesel (1908–1947), Aufseherin im KZ Ravensbrück
- Edith von Bonin (1875–1970), Malerin
- Arno Breker (1900–1991), Bildhauer und Architekt
- Regina Bruce (1900–1991), Pädagogin und Präsidentin des Roten Kreuzes von Togo
- Hugo Bremer (1869–1947), Industrieller und Erfinder
- Franz-Josef Breuer (1914–1996), Komponist und Musikproduzent
- Richard Brinkmann (1921–2002), Germanist, Universitätsprofessor[9]
- Gerhard von Carnap-Bornheim (1795–1865), Rittergutsbesitzer und preußischer Landrat des Kreises Bonn
- Peter von Carnap (1823–1904), preußischer Gutsbesitzer, Politiker, Mitglied des Preußischen Herrenhauses
- Lorenz Chevalier (1810–1889), Politiker, Mitglied des Reichstages
- Winfried Dahl (1928–2019), Werkstoffkundler und Hochschullehrer an der RWTH Aachen
- Otto Dahlmann (1921–2007), Autor
- Robert Daum (1889–1962), Politiker (SPD), Reichstagsabgeordneter
- Robert Debes (1878–1962), Professor für Betriebswirtschaftslehre
- Rudolf Dieterle (1851–1931), tschechisch-österreichischer Glasfabrikant
- Carl Dietze (1824–1896), Ingenieur und langjähriger Direktor der Dampfschiffahrts-Gesellschaft für den Nieder- und Mittelrhein
- Theodor Dietze (1824–1908), deutscher Kaufmann und Politiker
- Julius Dorpmüller (1869–1945), Eisenbahningenieur, Reichsverkehrsminister und Reichspostminister
- Carl Ludwig Duisberg (1889–1958), Filmregisseur, Drehbuchautor, Schauspieler und Jurist
- Werner Eggerath (1900–1977), Schriftsteller und Ministerpräsident von Thüringen
- Hellmuth Elbrechter (1895–1971), Jagdpilot im Ersten Weltkrieg, Journalist und Mediziner
- Heinrich van Eyken (1861–1908), Komponist und Musikpädagoge
- Gert von Eynern (1902–1987), Wirtschaftswissenschaftler, Politikwissenschaftler und Hochschullehrer
- Joachim Faber (1914–1973), Gebrauchsgrafiker
- Richard Albert Fellinger (1848–1903), Industrieller
- Werner Fischer (1902–2001), Chemiker
- Hermann M. Flasdieck (1900–1962), Anglist und Hochschullehrer
- Bernhard Fränkel (1836–1911), HNO-Arzt
- Hermann Fricke (1895–1982), Literaturhistoriker
- August Frickenhaus (1882–1925), Archäologe
- Eduard von Frowein (1841–1924), preußischer Landrat
- Heinz Frowein (1905–1994), ab 1930 Rechtsanwalt, ab 1945 Kommunalpolitiker, von 1961 bis 1964 Oberbürgermeister, danach Bürgermeister der Stadt Wuppertal
- Theodor Funck (1867–1919), Maler der Düsseldorfer Schule
- Robert Gerling (1878–1935), Versicherungsunternehmer, Gründer des Gerling-Konzerns
- Emil Ginkel (1893–1959), Schriftsteller
- Will Glahé (1902–1989), Akkordeonist, Komponist und Bandleader
- Richard Greeff (1829–1892), Mediziner und Zoologe
- Julius Habicht (1874–1912), Architekt und Reichsbankdirektor
- Josef Hansen (1871–nach 1942), Porträt- und Genremaler der Düsseldorfer Schule
- Irma Hartje-Leudesdorff (1881–1958), Malerin und Schriftstellerin
- Wilhelm Hartnack (1893–1963), Geologe, auch Heimatforscher des Wittgensteiner Landes
- Friedrich Haumann (1857–1924), erster Oberbürgermeister von Solingen
- Margret Häusler (1927–1992), Grafikerin
- Herbert Hauwede (1912–2007), Maler, Zeichner und Grafiker
- Aino Henssen (1925–2011), Lichenologin und Professorin
- August Hoffmann (1810–1872), Kupferstecher der Düsseldorfer Malerschule
- Hermann Hoffmann (1864–1937), katholischer Theologe und Philosoph, Gründer und Rektor der Sophia-Universität in Tokio
- Wilhelm Hölling (1880–1953), Wirtschaftsjurist im Bergbau
- Maria Husemann (1892–1975), Sekretärin und Widerstandskämpferin in der NS-Zeit
- Wilhelm Jaeger (1800–1868), Metallwarenfabrikant
- Albert Jaegers (1868–1925), Bildhauer
- Hanna Jordan (1921–2014), Bühnenbildnerin
- Hermann Josef Frede (1922–1998), römisch-katholischer Theologe
- Gerd Kaimer (1926–2016), ehemaliger Oberbürgermeister von Solingen
- Bodo Kampmann (1913–1978), Bildhauer, Designer und Bühnenbildner
- Walter Kampmann (1887–1945), Maler, Grafiker und Bildhauer
- Eugen Kerschkamp (1880–1945), Maler
- Otto Kirchner (1890–1950), Schauspieler, Regisseur und Theaterintendant
- Karl-Heinz Klein (1926–2022), Bildhauer und Maler
- Matthias Kleinheisterkamp (1893–1945), SS-Obergruppenführer und General der Waffen-SS
- Hans Kleinschmidt (1885–1977), Pädiater
- Gert Kloeppel (1900–1995), Jurist und Landrat
- Hans Knappertsbusch (1888–1965), Dirigent
- Erich Koch (1896–1986), NSDAP-Politiker, Gauleiter von Ostpreußen
- Willi Friedrich Könitzer (1905–1947), Journalist und Schriftsteller
- Hermann Krafft (1861–1934), reformierter Pfarrer
- Otto Kropp (1907–1937), Widerstandskämpfer
- Jürgen Kuczynski (1904–1997), Wirtschaftshistoriker und Wirtschaftswissenschaftler
- Lore Kullmer (1919–2011), Wirtschaftswissenschaftlerin
- Johann Abraham Küpper (1779–1850), evangelischer Theologe, Pädagoge
- Alfred Landé (1888–1976), Physiker
- Else Lasker-Schüler (1869–1945), Dichterin
- Paul Eduard Liesegang (1838–1896), Chemiker und Verleger von Zeitschriften zur Fotografie
- Raphael Liesegang (1869–1947), Chemiker
- Karl von Lilienthal (1853–1927), Rechtswissenschaftler und Hochschullehrer
- Emmy Lischke (1860–1919), Malerin, Tochter des Oberbürgermeisters Karl Emil Lischke
- Franz Martin Lingens (1925–2023), Mikrobiologe
- Peter Lo (1530–1581), Theologe und Reformator
- Benjamin G. Locher (1909–1987), reformierter Theologe, Pfarrer, Studiendirektor und Landeskirchenrat der Evangelischen Kirche im Rheinland
- Carl Luckemeyer (1801–1875), Unternehmer und Politiker
- Hans Luckey (1900–1976), baptistischer Theologe und Seminardirektor
- Friedrich August von Lühdorf (1834–1891), Überseekaufmann
- Hildegard von Mach (1873–1950), Malerin
- Erich Matthes (1906–?), deutscher Landrat und preußischer Provinzialrat
- Hugo Meier-Thur (1881–1943), Hochschullehrer, Graphiker und Maler, NS-Opfer
- Gerhard Meyer-Schwickerath (1920–1992), Augenarzt, Begründer der Laserkoagulation in der Augenheilkunde
- Anne-Marie Morisse (1877–1942) Pädagogin und Politikerin
- Willi Muth (1899–1935), Kommunist und Widerstandskämpfer
- Wilhelm Neumann-Torborg (1856–1917), Bildhauer
- Ernst Nobbe (1894–1938), Dirigent und Intendant
- Franz Obermanns (1909–1982), Widerstandskämpfer
- Edith Overhoff (1904–1986), Schriftstellerin
- Alexander Pagenstecher (1825–1889), Geburtshelfer
- Alexander Pagenstecher (1862–1928), Abgeordneter im Sächsischen Landtag (1920–1927)
- Wolfgang Pagenstecher (1880–1953), Kunstmaler und Heraldiker
- Diet Plaetzer (1892–1958), Figuren-, Architektur- und Pferdemaler sowie Sgraffito-Künstler
- Werner Plaut (1898–1951), Schriftsteller, Herausgeber und Verleger
- Paul Rautzenberg (1899–1969), Bildhauer
- Hugo Reich (1854–1935), evangelischer Geistlicher
- Eduard Rittinghaus (1830 – nach 1876), Kupferstecher und Bildhauer
- Heinrich Rocholl (1845–1929), lutherischer Militärpfarrer und Konsistorialrat
- Hugo Rohleder (1896–1988), Maler
- Eduard Römer (1814–1895), Architekt und Eisenbahnbaumeister
- Hans Rotta (1921–2008), Verleger, Herausgeber, Redakteur und Biologe
- Herbert Runge (1913–1986), Boxer und Olympiasieger 1936
- Carl Salomonn (1864–1942), Maler
- Wolfgang Sauer (1928–2015), Jazz- und Schlagersänger
- Werburga Schaffrath (1930–2021), Ordensschwester in Brasilien
- Eugen Schaub (1911–1980), Schauspieler, Synchronsprecher und Theaterregisseur
- Friedrich Julius Scherff (1920–2012), Maler und Grafiker
- Charlotte Schiffler (1909–1992), Frankfurter Lokalpolitikerin, NS-Widerständlerin und Friedensaktivistin
- Konrad Schmidt-Torner (1907–1992), Präsident der Bundesdruckerei
- Heinrich Schnabel (1778–1853), Landrat von Mülheim/Rhein und Aachen, Maire von Düsseldorf
- Alexander Schoeller (1852–1911), Bankier und Geheimer Seehandlungsrat
- Horst Schönemann (1927–2002), Regisseur
- Emil Schüller (1843–1900), Oberbürgermeister von Koblenz
- Hans Schulten (1899–1965), Internist und Hochschullehrer in Rostock und Köln
- Hannes Schultze-Froitzheim (1904–1995), Maler und Grafiker
- Wilhelm Schumann (1899–unbekannt), Politiker
- Edmund Schwarzer (1868–1952), Porträtmaler
- Hans Friedrich Secker (1888–1960), Kunsthistoriker in Danzig und Köln
- Johann Gerhard Siebel (1784–1831) alias Götz vom Rheine, Kaufmann, Diplomat, Publizist
- Louis Simons (1831–1905), Unternehmer
- Walter Simons (1861–1937), Jurist und Politiker
- Winand Simons (1779–1856), Unternehmer und Stadtrat von Elberfeld
- Ulrik Spies (1950–2013), Komponist, Musikproduzent und Schlagzeuger
- Hans Wolfgang Singer (1910–2006), Weltökonom
- Johann Wilhelm Sondermann (1770–1857), Industriepionier
- Karl Staudt (1884–1930), Maler
- Horst Stein (1928–2008), Dirigent
- Grete Stern (1904–1999), Fotografin und Designerin
- Helene Stöcker (1869–1943), Frauenrechtlerin und Publizistin
- Symphorian Suchsland (1885–1944), Steyler Missionar und Märtyrer
- Horst Tappert (1923–2008), Schauspieler
- Werner Teschenmacher (1590–1638), Annalist, Humanist und reformierter Theologe
- Bernhard August Thiel (1850–1901), Bischof von San José de Costa Rica
- Heinz Thilo (1911–1945), Arzt im KZ Auschwitz-Birkenau
- Eduard Thönen (1827–1854), Juwelendieb, Teilnehmer an der „Eureka Stockade“ in Australien
- Paul Ludwig Troost (1878–1934), Architekt, errichtete unter anderem ab 1933 den „Führerbau“ in München
- Alwin Vater (1869–1918), Bahnradsportler und Eisschnellläufer
- Ewald Vetter (1894–1981), Maler, Zeichner und Graphiker
- Bernhard Voß (1892–1947), SS-Brigadeführer und Generalmajor
- Paul Gerhart Vowe (1874–1937), Maler
- Friedrich Walter (1902–1989), deutsch-britischer Journalist
- Günter Wand (1912–2002), Dirigent
- Helene Weber (1881–1962), Politikerin (Zentrum, CDU), MdR, MdB, MdL, eine der vier „Mütter des Grundgesetzes“
- Hugo Weischet (1897–1976), Landschafts- und Porträtmaler
- Mathilde Wesendonck (1828–1902), Schriftstellerin, Geliebte des Komponisten Richard Wagner
- Otto Wesendonck (1815–1896), Kunstmäzen
- Hugo Willemsen (1844–1918), Pianist, Dirigent und Komponist
- Helmut Winterhager (1911–2002), Metallurg und Rektor der RWTH Aachen
- Kurt Wissemann (1893–1917), Jagdflieger des Ersten Weltkriegs
- Sulamith Wülfing (1901–1989), Künstlerin und Theosophin
- Werner Zabel (1894–1978), Augenarzt und Alternativmediziner
- Johannes Zange (1880–1969), HNO-Arzt, Hochschullehrer und Klinikleiter an der Universität Jena

### Sonstige Persönlichkeiten der Stadt
- Friedrich Wilhelm Arnold (1810–1864), Musiker, Musikalienhändler, Verleger und Volksliedforscher
- Julius Theodor Baedeker (1814–1880), Buchhändler und Verleger
- Johann Georg Bäßler (1753–1807), Organist und reformierter Komponist
- Johann Gregor Breuer (1821–1897), Lehrer und Sozialpädagoge, Gründer des ersten Gesellenvereins
- Otto von Diest (1821–1901), Landrat
- Karl Friedrich Favreau (1821–1869), 1859 auftragsweise Landrat
- Johann Carl Fuhlrott (1803–1877), Naturforscher und Erstbeschreiber des Neandertaler
- Hermann Heinrich Grafe (1818–1869), Textilfabrikant, Gründer der Freien evangelischen Gemeinde, Laientheologe und Kirchenliederdichter
- Friedrich Arnold Herring (1812–1908), Textilfabrikant, Evangelist, Dissident und Botaniker in Goshen IN USA
- Franz Hesse (1917–2013), evangelisch-reformierter Theologe und Hochschullehrer (aufgewachsen in Elberfeld)
- Hermann Hirsch (1815–1900), Polizeipräsident und zeitweiliger Landrat
- Mina Koch (1845–1924), Komponistin
- Hermann Friedrich Kohlbrügge (1803–1875), evangelisch-reformierter Theologe und Pastor
- Johann Heinrich Lindermann (1802–1892), Bandweber, Kolporteur, Evangelist und Begründer der autochthonen sabbatarischen „Christen-Gemeinde“
- Harald Oberste-Lehn (* 1921 in Essen), deutscher Hautarzt, Direktor der Hautklinik der Städtischen Ferdinand-Sauerbruch-Anstalten in Wuppertal-Elberfeld, einer der Erstbeschreiber der Dermatopathia pigmentosa reticularis
- Immanuel Friedrich Sander (1797–1859), lutherischer Pfarrer in Elberfeld
- Ferdinand Sauerbruch (1875–1951), Chirurg (aufgewachsen bei seinem Großvater in Elberfeld)
- Lothar Schoenfelder (1860–1926), Stadtbaurat und Beigeordneter
- Tagarah (1868–1885), in Elberfeld verstorbene indigene Australierin

## Trivia

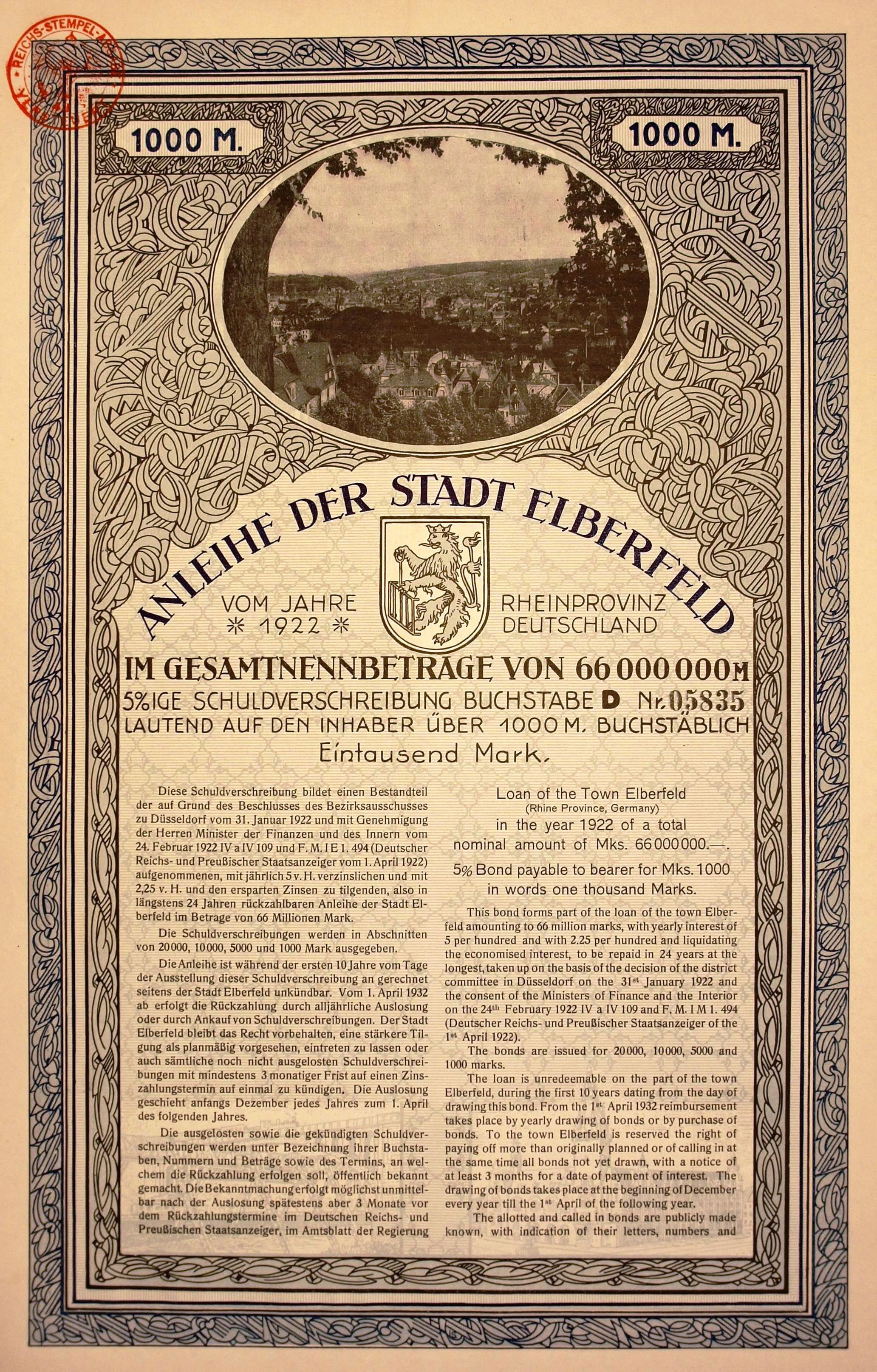
Anleihe der Stadt Elberfeld über 1000 Mark vom 1. März 1922

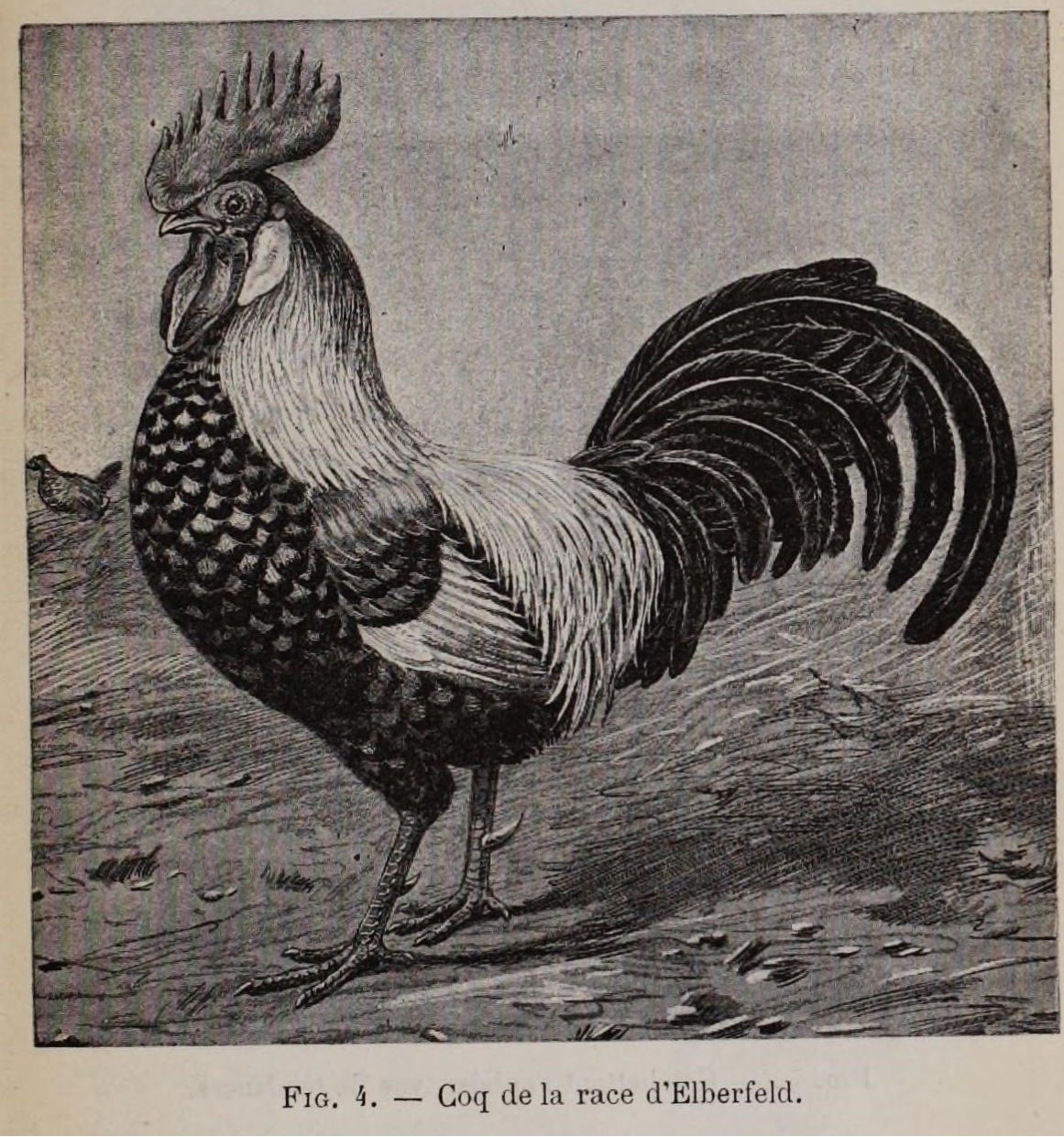
Das Elberfelder Huhn, der Schlotterkamm

- Durch den Sketch „Die Benimmschule“ von Loriot wurde Elberfeld einer breiteren Öffentlichkeit bekannt. In dem Sketch heißt es unter anderem, dass Elberfeld eine „erstklassige Kunstgewerbeschule“ habe. Diese Passage gehört zu den beliebtesten Loriot-Zitaten.[11]
- Die Hühnerrasse bergischer Schlotterkamm wurde im Französischen auch bekannt als „Poule d’Elberfeld“.
- Von 1906 bis 1956 bestand das Café Holländer in Elberfeld.
- Vor dem Zweiten Weltkrieg wurde in Elberfeld die Zeitung Bergisch-Märkische Zeitung herausgegeben, deren Verleger zeitweilig Walther Bacmeister war. Im März 1920 besetzte der Rechtsanwalt und Anarchist Bernhard Lamp infolge des Kapp-Putsches das Verlagsgebäude.